# Carl Duval
Johann Christoph Carl Duval, auch Karl Duval, (* 19. Mai 1807 in Nordhausen; † 19. August 1853 ebenda) war ein deutscher Schriftsteller, Maler und Lithograf.

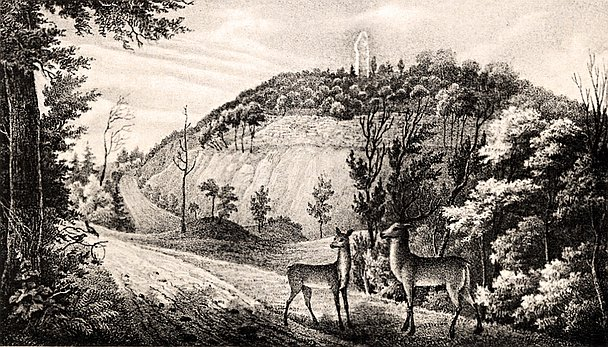
„Die Allerburg“, Lithografie von Carl Duval

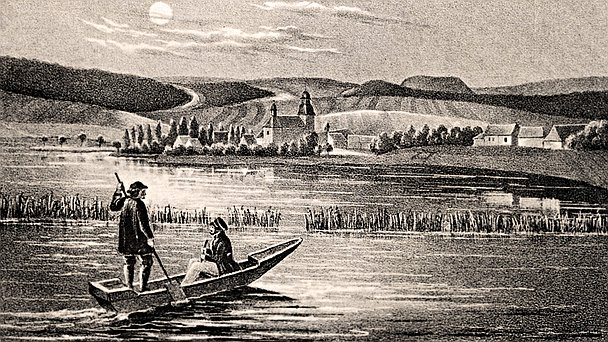
Seeburger See, Lithographie von Carl Duval

## Leben
Duval studierte Theologie und war Hauslehrer, später Literat. Bekannt wurde er insbesondere durch seine Schilderungen des Eichsfeldes und des südlichen Harzvorlandes sowie durch seine Lithografien, die er von dieser Landschaft anfertigte.
1845 gab er in Großbodungen das bekannte Buch Das Eichsfeld oder historisch-romantische Beschreibung aller Städte, Burgen, Schlösser, Klöster, Dörfer und sonstiger beachtenswerter Punkte des Eichsfeldes heraus, welches mit kunstfertigen Lithographien aus seiner Hand illustriert ist und auch heute noch als ein Standardwerk über das Eichsfeld gilt.

## Ehrungen
- In Großbodungen gibt es das Haus Duval.[1]

## Schriften
- Das Eichsfeld oder historisch-romantische Beschreibung aller Städte, Burgen, Schlösser, Klöster, Dörfer und sonstiger beachtenswerter Punkte des Eichsfeldes. Ein Heimatbuch für Schule und Haus. Eupel, Sondershausen 1845; Neuausgabe, bearbeitet von Georg Lippold. Mecke Druck und Verlag, Duderstadt 1923.[2]